# 카양겔 환초

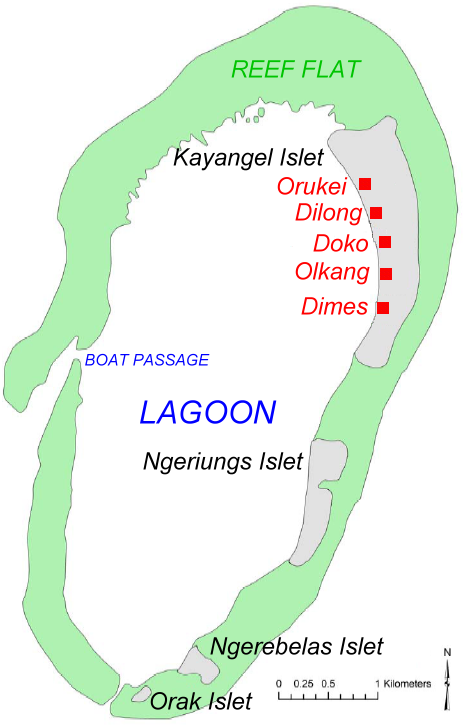
카양겔 환초

카양겔 환초(Kayangel Atoll)는 서부 태평양에 있는 환초로, 팔라우의 카양겔 주에 속한다. 길이는 남북으로 3.7km, 폭은 2km 정도이며, 면적은 6km2이다. 멜레케오크로부터 북쪽으로 64km 정도에 위치하며, 북서부에는 가루앙겔 환초가 있다. 동부와 남부에 걸쳐 카양겔 섬, 게리웅스 섬, 게레벨라스 섬, 오라크 섬이 존재하며, 이 중 카양겔 섬에만 사람이 산다. 나머지 섬은 무인도이며 해조류가 서식한다.